# Drei reizende Schwestern: Ein Hauch von Alpenglüh’n
Ein Hauch von Alpenglüh’n ist der letzte und siebte Schwank der Drei-reizende-Schwestern-Reihe mit Helga Göring, Marianne Kiefer und Ingeborg Krabbe als Schwestern-Trio, die 1984 mit dem Film Familienfest mit Folgen gestartet war. Er wurde am 16. Dezember 1991 zum ersten Mal im Programm des  Fernsehens der DDR ausgestrahlt.

## Handlung
Irmgard Schulze-Knopf, die inzwischen eine Hotel-Pension leitet, erwartet einen lukrativen Gast aus der Schweiz. Ihm zu Ehren will sie auf ihrer Terrasse einen Hauch von Alpenglühen erstrahlen lassen. Ihre Schwester Olga Knopf hat Bedenken, dass dadurch die Feier zu ihrer geplanten Hochzeit mit Dr. Ewald Schramm in Gefahr geraten könnte. Zu allem Überfluss gesteht er ihr, dass er nicht nur fast pleite, sondern auch Vater eines erwachsenen Sohnes ist. Aus der losen Verbindung mit einer Künstlerin entsprang Enrico Leonardo, der jetzt in Berlin studieren möchte und deshalb vorhat, bei seinem biologischen Vater zu wohnen. Olga ist zwar etwas schockiert, fasst sich aber bald, zumal gerade ihre Schwester Mathilde Lehmberg erscheint. Sie arbeitet jetzt für eine Detektei als verdeckte Ermittlerin und ist auf der Suche nach einem Betrüger.
Kaum, dass der erwartete Gast eintrifft, engagiert Irmgard Enrico Leonardo als Hotelboy und umsorgt Sebastian Sprüngli nach allen Regeln der Kunst. Sie ahnt nicht, dass es sich bei Sprüngli um den von Mathilde gesuchten Betrüger handelt. Während sie dem Mann total verfallen ist, findet ihre Tochter Yvonne Gefallen an Enrico. Sprüngli schafft es sehr schnell, Irmgard so um den Finger zu wickeln, dass sie ihr gesamtes Kapital in seine Firma investiert. Mathilde war indessen erfolgreich und hat eines der letzten Opfer des Betrügers aufgetrieben, das Sprüngli nun als den Gesuchten identifizieren kann. Irmgard ist am Boden zerstört, auf den Mann hereingefallen zu sein. Zum Glück haben ihre Schwestern das Kapital retten können. Nun kann Olga zum Ende doch ihren Ewald heiraten.

## Hintergrund
Ein Hauch von Alpenglüh’n wurde am 16. Dezember 1991 im Deutschen Fernsehfunk erstmals ausgestrahlt, 15 Tage vor der Abschaltung des Senders.
Die Rolle der Yvonne Schulze wird hier von Andrea Kathrin Loewig verkörpert, die Rolle spielte zuvor Annette Gunkel.

## Kritik
Für den film-dienst war Ein Hauch von Alpenglüh’n ein „komödiantischer (Fernseh-)Film als siebter und letzter Teil einer populären Serie des Deutschen Fernsehfunks (DDF)“